# Novi Bečej

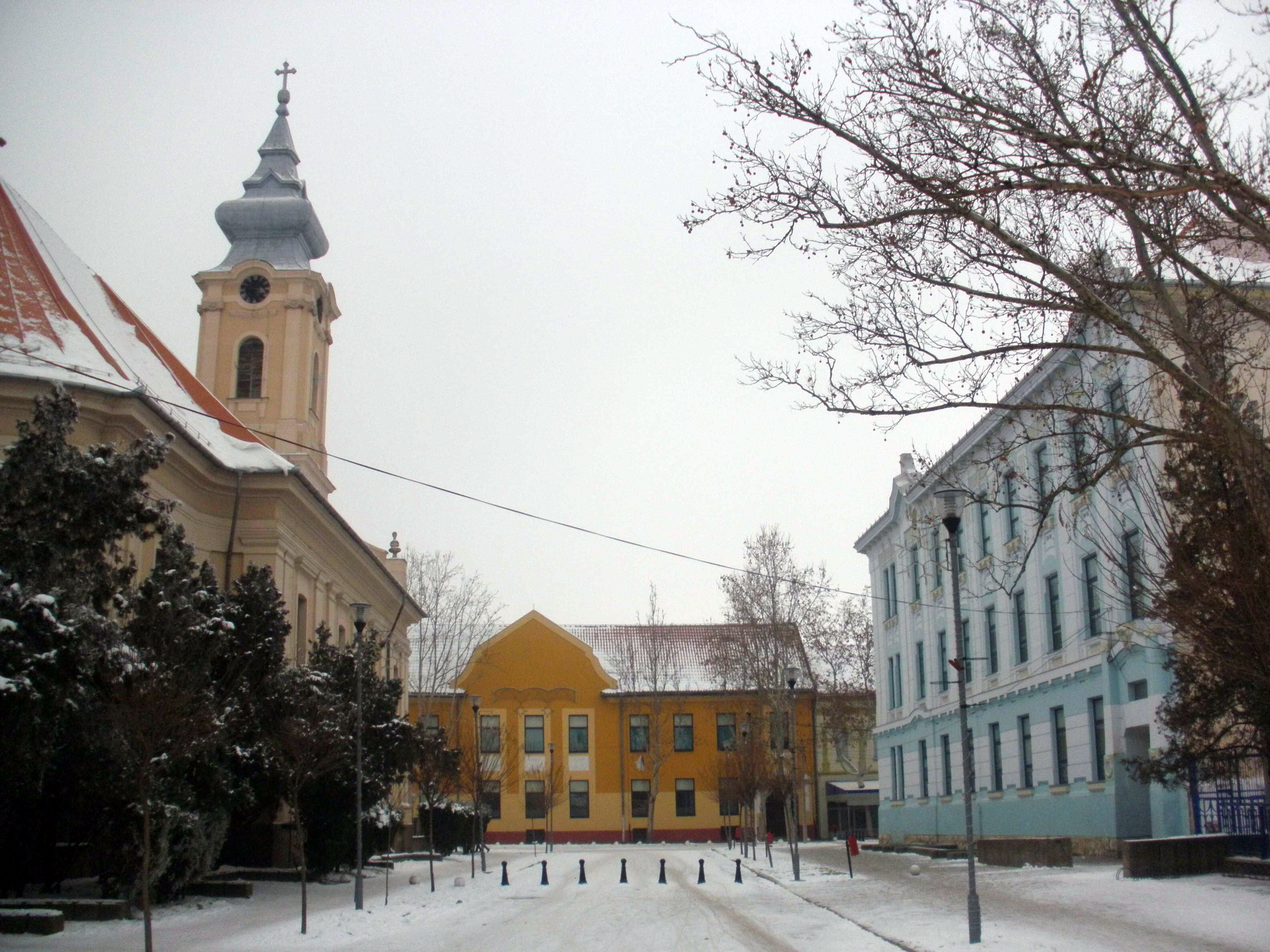
Kyrkan och skolan i Novi Bečej

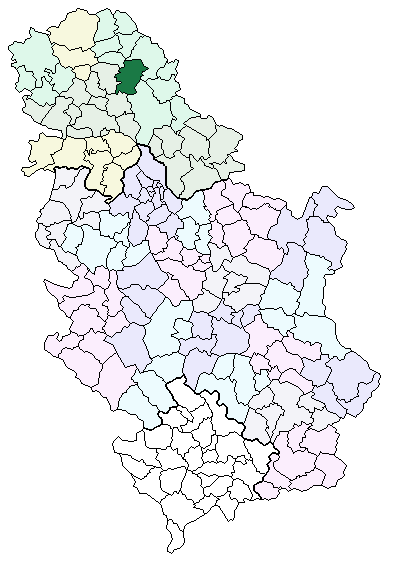
Novi Bečej i Serbien

Novi Bečej (kyrilliska: Нови Бечеј, ungerska: Törökbecse) är en stad i den norra serbiska provinsen Vojvodina. Staden har 14 000 invånare (kommunen har 27 000). De flesta av invånarna är serber (70,0%), därefter ungrare (19,2%).

## Orter
Följande orter ligger i kommunen:
- Bočar (Бочар)
- Kumane (Кумане)
- Novo Miloševo (Ново Милошево)